# Omega Capricorni
Omega Capricorni (ω Capricorni, förkortat Omega Cap, ω Cap) som är stjärnans Bayerbeteckning, är en ensam stjärna belägen i den södra delen av stjärnbilden Stenbocken. Den har en skenbar magnitud på 4,11 och är synlig för blotta ögat där ljusföroreningar ej förekommer. Baserat på parallaxmätning inom Hipparcosuppdraget på ca 3,9 mas, beräknas den befinna sig på ett avstånd av ca 800 ljusår (ca 260 parsek) från solen.

## Egenskaper
Omega Capricorni är en orange till röd jättestjärna av spektralklass K4 III, som är en misstänkt variabel. Den har en massa som är ca 6,8 gånger större än solens massa, en radie som är ca 88 gånger större än solens och utsänder från dess fotosfär ca 45 gånger mera energi än solen vid en effektiv temperatur på ca 3 960 K.
Omega Capricorni är en bariumstjärna, som visar ett överskott av s-processelementen. Detta tyder på att den har en omkretsande vit dvärgstjärna som följeslagare. Baserat på dess egenskaper och rörelse genom rymden är den en tänkbar medlem i Ursa Major Moving Group och har en relativt snabb rörelse genom rymden på 25,7 ± 1,9 km/s vilket gör att den är en möjlig flyktstjärna.